# Operacja metodą Bentalla
Operacja metodą Bentalla (ang. Bentall procedure) – zabieg kardiochirurgiczny obejmujący zamianę zastawki aorty, części wstępującej aorty oraz pnia aorty pacjenta i wszczepienia na to miejsce mechanicznej lub biologicznej zastawki aortalnej wraz z protezą aorty wstępującej, do której doprowadzane są chirurgicznie ujścia naczyń wieńcowych. Metoda jest stosowana w leczeniu patologicznych zmian zastawki aortalnej i aorty wstępującej, w tym zmian powodowanych zespołem Marfana. Pierwszy opis metody dokonali brytyjscy kardiochirurdzy Hugh Bentall i Antony De Bono w 1968. Zabieg wymaga przecięcia mostka w linii pośrodkowej ciała (sternotomia pośrodkowa) i wykonywany jest w krążeniu pozaustrojowym. Po zabiegu pacjent podlega rehabilitacji. 
Zabieg jest powszechnie stosowany, stosunkowo prosty technicznie i daje trwałe efekty. Procedura uważana jest za złoty standard w leczeniu pacjentów wymagających wymiany pnia aorty. Metaanaliza z lutego 2016 roku (przegląd 46 badań z udziałem 7,6 tys. pacjentów: średni wiek 50 lat, 76 proc. mężczyźni) wykazała, że wczesna śmiertelność po zabiegu wynosi 6 proc. W okresie 6 lat po operacji roczna śmiertelność spada do 2 proc. Ponownej operacji wymagało średnio 0,46 proc. pacjentów w badanej grupie. Krwotok wystąpił u 0,64 proc. pacjentów. Komplikacje dotyczące wsierdzia wystąpiły u 0,39 proc., a poważniejsze zdarzenia związane z zastawką u 2,66 proc. Przegląd badań wykazał, że operacje wykonywane w ostatnich latach rzadziej powodowały konieczność ponownej operacji (reoperacji). Według badania wykonanie 25-30 operacji tą metodą daje chirurgowi niezbędne doświadczenie i wyszkolenie potrzebne do osiągania wysokich wskaźników przeżycia pacjentów.
W przypadku silnie zdeformowanej klatki piersiowej (łac. pectus excavatum) raportowana jest możliwość lewostronnego chirurgicznego podejścia przymostkowego (ang. parasternal approach) zamiast przecięcia mostka w linii pośrodkowej. W takim przypadku lewostronne podejście przymostkowe daje dobrą ekspozycję na przemieszczone serce i naczynia wielkie, co umożliwia przeprowadzenie procedury.

## Alternatywne postępowanie
Zabieg metodą Bentalla powoduje jednoczesną wymianę zastawki aortalnej, opuszki aorty i aorty wstępującej. Inne metody leczenia mogą być zastosowane, gdy nie jest konieczna wymiana wszystkich trzech części aorty. Istnieją sytuacje, kiedy można zastosować alternatywne postępowanie:
- Opuszka aorty jest prawidłowa.

Ponowne wszczepienie naczyń wieńcowych ma tendencję do powodowania powikłań, dlatego (jeśli to możliwe) należy unikać wymiany opuszki aorty. Zastawka aortalna i część wstępująca aorty mogą być wymienione w dwóch odrębnych krokach, bez naruszania opuszki aorty.
- Prawidłowa zastawka aortalna z rozszerzeniem pierścieniowym i rosnącym tętniakiem (częste w przebiegu zespołu Marfana).

Sztuczne zastawki serca wymagają dożywotniego zażywania leków przeciwzakrzepowych i mogą ulec zużyciu. Wymiana tylko opuszki aorty i/lub części wstępującej aorty bez naruszenia prawidłowej zastawki pozwala uniknąć problemów spowodowanych wymianą zastawki aortalnej. Zmiany opuszki aorty bez naruszania zastawki pacjenta wykonuje się chirurgicznie metodą Yacouba i Davida. Profilaktyczna wymiana opuszki aorty metodą Bentalla lub Davida u osób z zespołem Marfana długookresowo daje podobny wskaźnik przeżycia oraz braku reoperacji i braku powikłań z wsierdziem. Jednak zastosowanie metody Davida (ang. valve-sparing root replacement, VSRR), która oszczędza zastawkę pacjenta, powoduje znacznie mniej zdarzeń zakrzepowo-zatorowych i krwotocznych.

## Wskazania
- tętniak aorty
- niedomykalność zastawki aortalnej
- tętniak rozwarstwiający